# Simmersjön
Simmersjön är en sjö i Skellefteå kommun i Västerbotten och ingår i Byskeälvens huvudavrinningsområde. Sjön har en area på 0,31 kvadratkilometer och ligger 57 meter över havet. Sjön avvattnas av vattendraget Byskebäcken.

## Delavrinningsområde
Simmersjön ingår i det delavrinningsområde (721684-175567) som SMHI kallar för Mynnar i Byskeälvens vattendragsyta. Medelhöjden är 54 meter över havet och ytan är 39,6 kvadratkilometer. Det finns inga avrinningsområden uppströms utan avrinningsområdet är högsta punkten. Byskebäcken som avvattnar avrinningsområdet har biflödesordning 2, vilket innebär att vattnet flödar genom totalt 2 vattendrag innan det når havet efter 0,8 kilometer. Avrinningsområdet består mestadels av skog (73 procent). Avrinningsområdet har 0,31 kvadratkilometer vattenytor vilket ger det en sjöprocent på 0,8 procent. Bebyggelsen i området täcker en yta av 0,79 kvadratkilometer eller 2 procent av avrinningsområdet.